# Liste des subdivisions administratives du Shaanxi

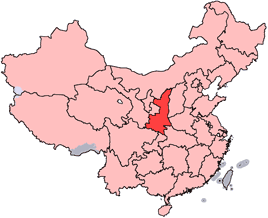
Le Shaanxi

La structure administrative du Shaanxi, province de la république populaire de Chine, est constituée des trois niveaux suivants :
- 10 subdivisions de niveau préfecture
  - ce sont toutes des villes-préfectures
- 107 subdivisions de niveau district
  - 3 villes-districts
  - 80 xian
  - 24 districts
- 1745 subdivisions de niveau canton
  - 917 bourgs
  - 680 cantons
  - 148 sous-districts

La table ci-dessous donne uniquement la liste des divisions de niveau préfecture et de niveau district.
| Niveau préfecture                       | Niveau district       | Niveau district     | Niveau district |
| Niveau préfecture                       | Nom                   | Chinois (simplifié) | Pinyin          |
| --------------------------------------- | --------------------- | ------------------- | --------------- |
| Ville de Xi'an 西安市 Xī'ān Shì         | District de Lianhu    | 莲湖区              | Liánhú Qū       |
| Ville de Xi'an 西安市 Xī'ān Shì         | District de Xincheng  | 新城区              | Xīnchéng Qū     |
| Ville de Xi'an 西安市 Xī'ān Shì         | District de Beilin    | 碑林区              | Bēilín Qū       |
| Ville de Xi'an 西安市 Xī'ān Shì         | District de Baqiao    | 灞桥区              | Bàqiáo Qū       |
| Ville de Xi'an 西安市 Xī'ān Shì         | District de Weiyang   | 未央区              | Wèiyāng Qū      |
| Ville de Xi'an 西安市 Xī'ān Shì         | District de Yanta     | 雁塔区              | Yàntǎ Qū        |
| Ville de Xi'an 西安市 Xī'ān Shì         | District de Yanliang  | 阎良区              | Yánliáng Qū     |
| Ville de Xi'an 西安市 Xī'ān Shì         | District de Lintong   | 临潼区              | Líntóng Qū      |
| Ville de Xi'an 西安市 Xī'ān Shì         | District de Chang'an  | 长安区              | Cháng'ān Qū     |
| Ville de Xi'an 西安市 Xī'ān Shì         | Xian de Lantian       | 蓝田县              | Lántián Xiàn    |
| Ville de Xi'an 西安市 Xī'ān Shì         | Xian de Zhouzhi       | 周至县              | Zhōuzhì Xiàn    |
| Ville de Xi'an 西安市 Xī'ān Shì         | Xian de Hu            | 户县                | Hù Xiàn         |
| Ville de Xi'an 西安市 Xī'ān Shì         | Xian de Gaoling       | 高陵县              | Gāolíng Xiàn    |
| Ville de Yan'an 延安市 Yán'ān Shì       | District de Baota     | 宝塔区              | Bǎotǎ Qū        |
| Ville de Yan'an 延安市 Yán'ān Shì       | Xian de Yanchang      | 延长县              | Yáncháng Xiàn   |
| Ville de Yan'an 延安市 Yán'ān Shì       | Xian de Yanchuan      | 延川县              | Yánchuān Xiàn   |
| Ville de Yan'an 延安市 Yán'ān Shì       | Xian de Zichang       | 子长县              | Zǐcháng Xiàn    |
| Ville de Yan'an 延安市 Yán'ān Shì       | Xian d'Ansai          | 安塞县              | Ānsài Xiàn      |
| Ville de Yan'an 延安市 Yán'ān Shì       | Xian de Zhidan        | 志丹县              | Zhìdān Xiàn     |
| Ville de Yan'an 延安市 Yán'ān Shì       | Xian de Wuqi          | 吴起县              | Wúqǐ Xiàn       |
| Ville de Yan'an 延安市 Yán'ān Shì       | Xian de Ganquan       | 甘泉县              | Gānquán Xiàn    |
| Ville de Yan'an 延安市 Yán'ān Shì       | Xian de Fu            | 富县                | Fù Xiàn         |
| Ville de Yan'an 延安市 Yán'ān Shì       | Xian de Luochuan      | 洛川县              | Luòchuān Xiàn   |
| Ville de Yan'an 延安市 Yán'ān Shì       | Xian de Yichuan       | 宜川县              | Yíchuān Xiàn    |
| Ville de Yan'an 延安市 Yán'ān Shì       | Xian de Huanglong     | 黄龙县              | Huánglóng Xiàn  |
| Ville de Yan'an 延安市 Yán'ān Shì       | Xian de Huangling     | 黄陵县              | Huánglíng Xiàn  |
| Ville de Tongchuan 铜川市 Tóngchuān Shì | District de Yaozhou   | 耀州区              | Yàozhōu Qū      |
| Ville de Tongchuan 铜川市 Tóngchuān Shì | District de Wangyi    | 王益区              | Wángyì Qū       |
| Ville de Tongchuan 铜川市 Tóngchuān Shì | District de Yintai    | 印台区              | Yìntái Qū       |
| Ville de Tongchuan 铜川市 Tóngchuān Shì | Xian de Yijun         | 宜君县              | Yíjūn Xiàn      |
| Ville de Weinan 渭南市 Wèinán Shì       | District de Linwei    | 临渭区              | Línwèi Qū       |
| Ville de Weinan 渭南市 Wèinán Shì       | Ville de Huayin       | 华阴市              | Huàyīn Shì      |
| Ville de Weinan 渭南市 Wèinán Shì       | Ville de Hancheng     | 韩城市              | Hánchéng Shì    |
| Ville de Weinan 渭南市 Wèinán Shì       | Xian de Hua           | 华县                | Huà Xiàn        |
| Ville de Weinan 渭南市 Wèinán Shì       | Xian de Tongguan      | 潼关县              | Tóngguān Xiàn   |
| Ville de Weinan 渭南市 Wèinán Shì       | Xian de Dali          | 大荔县              | Dàlì Xiàn       |
| Ville de Weinan 渭南市 Wèinán Shì       | Xian de Pucheng       | 蒲城县              | Púchéng Xiàn    |
| Ville de Weinan 渭南市 Wèinán Shì       | Xian de Chengcheng    | 澄城县              | Chéngchéng Xiàn |
| Ville de Weinan 渭南市 Wèinán Shì       | Xian de Baishui       | 白水县              | Báishuǐ Xiàn    |
| Ville de Weinan 渭南市 Wèinán Shì       | Xian de Heyang        | 合阳县              | Héyáng Xiàn     |
| Ville de Weinan 渭南市 Wèinán Shì       | Xian de Fuping        | 富平县              | Fùpíng Xiàn     |
| Ville de Xianyang 咸阳市 Xiányáng Shì   | District de Qindu     | 秦都区              | Qíndū Qū        |
| Ville de Xianyang 咸阳市 Xiányáng Shì   | District de Yangling  | 杨陵区              | Yánglíng Qū     |
| Ville de Xianyang 咸阳市 Xiányáng Shì   | District de Weicheng  | 渭城区              | Wèichéng Qū     |
| Ville de Xianyang 咸阳市 Xiányáng Shì   | Ville de Xingping     | 兴平市              | Xīngpíng Shì    |
| Ville de Xianyang 咸阳市 Xiányáng Shì   | Xian de Sanyuan       | 三原县              | Sānyuán Xiàn    |
| Ville de Xianyang 咸阳市 Xiányáng Shì   | Xian de Jingyang      | 泾阳县              | Jīngyáng Xiàn   |
| Ville de Xianyang 咸阳市 Xiányáng Shì   | Xian de Qian          | 乾县                | Qián Xiàn       |
| Ville de Xianyang 咸阳市 Xiányáng Shì   | Xian de Liquan        | 礼泉县              | Lǐquán Xiàn     |
| Ville de Xianyang 咸阳市 Xiányáng Shì   | Xian de Yongshou      | 永寿县              | Yǒngshòu Xiàn   |
| Ville de Xianyang 咸阳市 Xiányáng Shì   | Xian de Bin           | 彬县                | Bīn Xiàn        |
| Ville de Xianyang 咸阳市 Xiányáng Shì   | Xian de Changwu       | 长武县              | Chángwǔ Xiàn    |
| Ville de Xianyang 咸阳市 Xiányáng Shì   | Xian de Xunyi         | 旬邑县              | Xúnyì Xiàn      |
| Ville de Xianyang 咸阳市 Xiányáng Shì   | Xian de Chunhua       | 淳化县              | Chúnhuà Xiàn    |
| Ville de Xianyang 咸阳市 Xiányáng Shì   | Xian de Wugong        | 武功县              | Wǔgōng Xiàn     |
| Ville de Baoji 宝鸡市 Bǎojī Shì         | District de Weibin    | 渭滨区              | Wèibīn Qū       |
| Ville de Baoji 宝鸡市 Bǎojī Shì         | District de Jintai    | 金台区              | Jīntái Qū       |
| Ville de Baoji 宝鸡市 Bǎojī Shì         | District de Chencang  | 陈仓区              | Chéncāng Qū     |
| Ville de Baoji 宝鸡市 Bǎojī Shì         | Xian de Fengxiang     | 凤翔县              | Fèngxiáng Xiàn  |
| Ville de Baoji 宝鸡市 Bǎojī Shì         | Xian de Qishan        | 岐山县              | Qíshān Xiàn     |
| Ville de Baoji 宝鸡市 Bǎojī Shì         | Xian de Fufeng        | 扶风县              | Fúfēng Xiàn     |
| Ville de Baoji 宝鸡市 Bǎojī Shì         | Xian de Mei           | 眉县                | Méi Xiàn        |
| Ville de Baoji 宝鸡市 Bǎojī Shì         | Xian de Long          | 陇县                | Lǒng Xiàn       |
| Ville de Baoji 宝鸡市 Bǎojī Shì         | Xian de Qianyang      | 千阳县              | Qiānyáng Xiàn   |
| Ville de Baoji 宝鸡市 Bǎojī Shì         | Xian de Linyou        | 麟游县              | Línyóu Xiàn     |
| Ville de Baoji 宝鸡市 Bǎojī Shì         | Xian de Feng          | 凤县                | Fèng Xiàn       |
| Ville de Baoji 宝鸡市 Bǎojī Shì         | Xian de Taibai        | 太白县              | Tàibái Xiàn     |
| Ville de Hanzhong 汉中市 Hànzhōng Shì   | District de Hantai    | 汉台区              | Hàntái Qū       |
| Ville de Hanzhong 汉中市 Hànzhōng Shì   | Xian de Nanzheng      | 南郑县              | Nánzhèng Xiàn   |
| Ville de Hanzhong 汉中市 Hànzhōng Shì   | Xian de Chenggu       | 城固县              | Chénggù Xiàn    |
| Ville de Hanzhong 汉中市 Hànzhōng Shì   | Xian de Yang          | 洋县                | Yáng Xiàn       |
| Ville de Hanzhong 汉中市 Hànzhōng Shì   | Xian de Xixiang       | 西乡县              | Xīxiāng Xiàn    |
| Ville de Hanzhong 汉中市 Hànzhōng Shì   | Xian de Mian          | 勉县                | Miǎn Xiàn       |
| Ville de Hanzhong 汉中市 Hànzhōng Shì   | Xian de Ningqiang     | 宁强县              | Níngqiáng Xiàn  |
| Ville de Hanzhong 汉中市 Hànzhōng Shì   | Xian de Lueyang       | 略阳县              | Lüèyáng Xiàn    |
| Ville de Hanzhong 汉中市 Hànzhōng Shì   | Xian de Zhenba        | 镇巴县              | Zhènbā Xiàn     |
| Ville de Hanzhong 汉中市 Hànzhōng Shì   | Xian de Liuba         | 留坝县              | Liúbà Xiàn      |
| Ville de Hanzhong 汉中市 Hànzhōng Shì   | Xian de Foping        | 佛坪县              | Fópíng Xiàn     |
| Ville de Yulin 榆林市 Yúlín Shì         | District de Yuyang    | 榆阳区              | Yúyáng Qū       |
| Ville de Yulin 榆林市 Yúlín Shì         | Xian de Shenmu        | 神木县              | Shénmù Xiàn     |
| Ville de Yulin 榆林市 Yúlín Shì         | Xian de Fugu          | 府谷县              | Fǔgǔ Xiàn       |
| Ville de Yulin 榆林市 Yúlín Shì         | Xian de Hengshan      | 横山县              | Héngshān Xiàn   |
| Ville de Yulin 榆林市 Yúlín Shì         | Xian de Jingbian      | 靖边县              | Jìngbiān Xiàn   |
| Ville de Yulin 榆林市 Yúlín Shì         | Xian de Dingbian      | 定边县              | Dìngbiān Xiàn   |
| Ville de Yulin 榆林市 Yúlín Shì         | Xian de Suide         | 绥德县              | Suídé Xiàn      |
| Ville de Yulin 榆林市 Yúlín Shì         | Xian de Mizhi         | 米脂县              | Mǐzhī Xiàn      |
| Ville de Yulin 榆林市 Yúlín Shì         | Xian de Jia           | 佳县                | Jiā Xiàn        |
| Ville de Yulin 榆林市 Yúlín Shì         | Xian de Wubao         | 吴堡县              | Wúbǎo Xiàn      |
| Ville de Yulin 榆林市 Yúlín Shì         | Xian de Qingjian      | 清涧县              | Qīngjiàn Xiàn   |
| Ville de Yulin 榆林市 Yúlín Shì         | Xian de Zizhou        | 子洲县              | Zǐzhōu Xiàn     |
| Ville d'Ankang 安康市 Ānkāng Shì        | District de Hanbin    | 汉滨区              | Hànbīn Qū       |
| Ville d'Ankang 安康市 Ānkāng Shì        | Xian de Hanyin        | 汉阴县              | Hànyīn Xiàn     |
| Ville d'Ankang 安康市 Ānkāng Shì        | Xian de Shiquan       | 石泉县              | Shíquán Xiàn    |
| Ville d'Ankang 安康市 Ānkāng Shì        | Xian de Ningshan      | 宁陕县              | Níngshǎn Xiàn   |
| Ville d'Ankang 安康市 Ānkāng Shì        | Xian de Ziyang        | 紫阳县              | Zǐyáng Xiàn     |
| Ville d'Ankang 安康市 Ānkāng Shì        | Xian de Langao        | 岚皋县              | Lángāo Xiàn     |
| Ville d'Ankang 安康市 Ānkāng Shì        | Xian de Pingli        | 平利县              | Pínglì Xiàn     |
| Ville d'Ankang 安康市 Ānkāng Shì        | Xian de Zhenping      | 镇坪县              | Zhènpíng Xiàn   |
| Ville d'Ankang 安康市 Ānkāng Shì        | Xian de Xunyang       | 旬阳县              | Xúnyáng Xiàn    |
| Ville d'Ankang 安康市 Ānkāng Shì        | Xian de Baihe         | 白河县              | Báihé Xiàn      |
| Ville de Shangluo 商洛市 Shāngluò Shì   | District de Shangzhou | 商州区              | Shāngzhōu Qū    |
| Ville de Shangluo 商洛市 Shāngluò Shì   | Xian de Luonan        | 洛南县              | Luònán Xiàn     |
| Ville de Shangluo 商洛市 Shāngluò Shì   | Xian de Danfeng       | 丹凤县              | Dānfèng Xiàn    |
| Ville de Shangluo 商洛市 Shāngluò Shì   | Xian de Shangnan      | 商南县              | Shāngnán Xiàn   |
| Ville de Shangluo 商洛市 Shāngluò Shì   | Xian de Shanyang      | 山阳县              | Shānyáng Xiàn   |
| Ville de Shangluo 商洛市 Shāngluò Shì   | Xian de Zhen'an       | 镇安县              | Zhèn'ān Xiàn    |
| Ville de Shangluo 商洛市 Shāngluò Shì   | Xian de Zhashui       | 柞水县              | Zhàshuǐ Xiàn    |